# Río Turbio (vattendrag i Chile, Región de la Araucanía)
Río Turbio är ett vattendrag  i Chile.   Det ligger i regionen Región de la Araucanía, i den södra delen av landet, 700 km söder om huvudstaden Santiago de Chile.
I omgivningen kring Río Turbio växer i huvudsak städsegrön lövskog och området är glesbefolkat, med 15 invånare per kvadratkilometer.